# Narcisse-Henri-Édouard Faucher de Saint-Maurice
Pour les articles homonymes, voir Faucher.
Narcisse-Henri-Édouard Faucher de Saint-Maurice (18 avril 1844 - 1er avril 1897 à Québec) est un écrivain, un homme politique, un journaliste et un militaire canadien.

## Biographie
Narcisse-Henri-Édouard Faucher nait à Québec le 17 avril 1844 de l'union de Narcisse-Constantin Faucher, écuyer et avocat, et de Catherine Henriette Mercier. C'est pour anoblir son nom que Narcisse-Henri-Édouard Faucher y ajoute la particule de Saint-Maurice ; il réintègre ainsi le nom dit de son ancêtre Léonard Faudier dit Saint-Maurice. Il fait ses études au Séminaire de Québec puis il occupe de poste de clerc auprès de Maîtres Tachereau et Tessier. En 1864, il devient capitaine des francs-tireurs dans l'armée de l'Empereur Maximilien du Mexique. Blessé deux fois, il revient au Canada en 1866. Il se marie à Québec, le 25 mai 1868 avec Joséphine Berthelot d'Artigny, la nièce de Louis-Hippolyte La Fontaine. Fort de son expérience au Mexique, entre 1866 et 1867, il collabore à la Revue Canadienne en publiant une série de chroniques dans laquelle il rapporte ses souvenirs militaires. En 1874, ces chroniques seront ensuite publiées en deux volumes sous le titre De Québec à Mexico. De 1871 à 1872, il publie des contes sous forme de feuilleton dans le magazine L'Opinion publique. Ce sont ces contes que Faucher réunit en plusieurs volumes dans le recueil À la brunante.
De 1867 à 1881, il occupe le poste de greffier au conseil législatif du Québec. Il exerce parallèlement une carrière de journaliste, étant éditeur-en-chef dans le Journal de Québec puis pour Le Canadien. En 1881, il est élu député de Bellechasse sous la bannière du Parti Conservateur puis réélu en 1886.
En 1878, il participe à la fouille archéologique de la chapelle du collège des Jésuites de Québec. Les qualités données et les interprétations documentées par Faucher sont non négligeables puisqu'elles font de lui un des pionniers de l'archéologique historique au Québec.
Dans les années 1870, Faucher est membre d'un groupe littéraire connu sous les noms de « la société d'admiration mutuelle », « le cénacle de la rue d'Aiguillon » et « la pléiade de Saint-Maurice ». Le groupe, qui comprend Joseph Marmette et Oscar Dunn, se réunit régulièrement chez Prosper Bender à Québec. Les conversations du salon inspirent et façonnent les ouvrages de ces personnalités littéraires. Bender salue d'ailleurs l'oeuvre de Faucher dans ses Literary Sheaves (1881).
Faucher de Saint-Maurice est un des membres fondateurs de plusieurs organisations dont la section francophone de la Société royale du Canada, fondé en 1882 et la Société de géographie de Québec incorporée en 1879. Il est également membre fondateur de la Société des dix de Québec fondée en 1893 par Adolphe Chapeleau et James McPherson Le Moine. Il y occupe le poste de secrétaire jusqu'à sa mort en 1897.
Auteur de plusieurs ouvrages, ses intérêts sont d'abord militaires, historiques et littéraires. Ses contes, souvent teintés de fantastique, sont demeurés célèbres, notamment ceux du recueil À la brunante publié en 1874.

### Fin de vie
Faucher de Saint-Maurice décède le 1er avril 1897 à Québec et est inhumé au cimetière Notre-Dame-de-Belmont, à Sainte-Foy.

## Œuvre

### Contes et récits
- À la brunante: contes et récits, 1874.
- À la veillée, 1878.

### Autres publications
- L'Ennemi! L'ennemi! Étude sur l'organisation militaire du Canada, 1862.
- Cours de tactique, 1863.
- De Québec à Mexico: Souvenirs de voyage, 1874.
- Choses et autres, 1874.
- De tribord à bâbord, 1877.
- Deux ans au Mexique, 1878 (lire en ligne).
- Procédure parlementaire, 1885.
- En route, 1888 .
- Joies et tristesses de la mer, 1888, 198 p. (lire en ligne).
- Loin du pays, 1889.
- Notes pour servir à l'histoire de l'Empereur Maximilien,1889.
- La Question du jour : Resterons-nous français ?, 1890.
- Honi soit qui mal y pense, 1892.
- Les États de Jersey et la langue française, 1893.
- Notes pour servir à l'histoire du Général Richard Montgomery
- Notes pour servir à l'histoire des officiers de la marine et de l'armée française, qui ont fait la guerre de l'indépendance américaine, 1896 .
- Promenades dans le golfe du Saint-Laurent.

## Revues et journaux
- Journal de Québec
- Le Canadien
- Le Bulletin de la Société de géographie de Québec
- L'Opinion public

## Honneurs
- Chevalier de la légion d'honneur, 1881
- Membre de la société royale du Canada
- Membre de la l’ordre militaire de Guadalupe

## Hommages
- La rue Faucher a été nommée en son honneur, en 1971, dans l'ancienne ville de Sainte-Foy, maintenant présente dans la ville de Québec.
- Une plaque "Ici vécut de la ville de Québec est présente au 870 côte Sainte-Geneviève, en son honneur, pour indiquer son ancien lieu de résidence.